# پرگار طلا

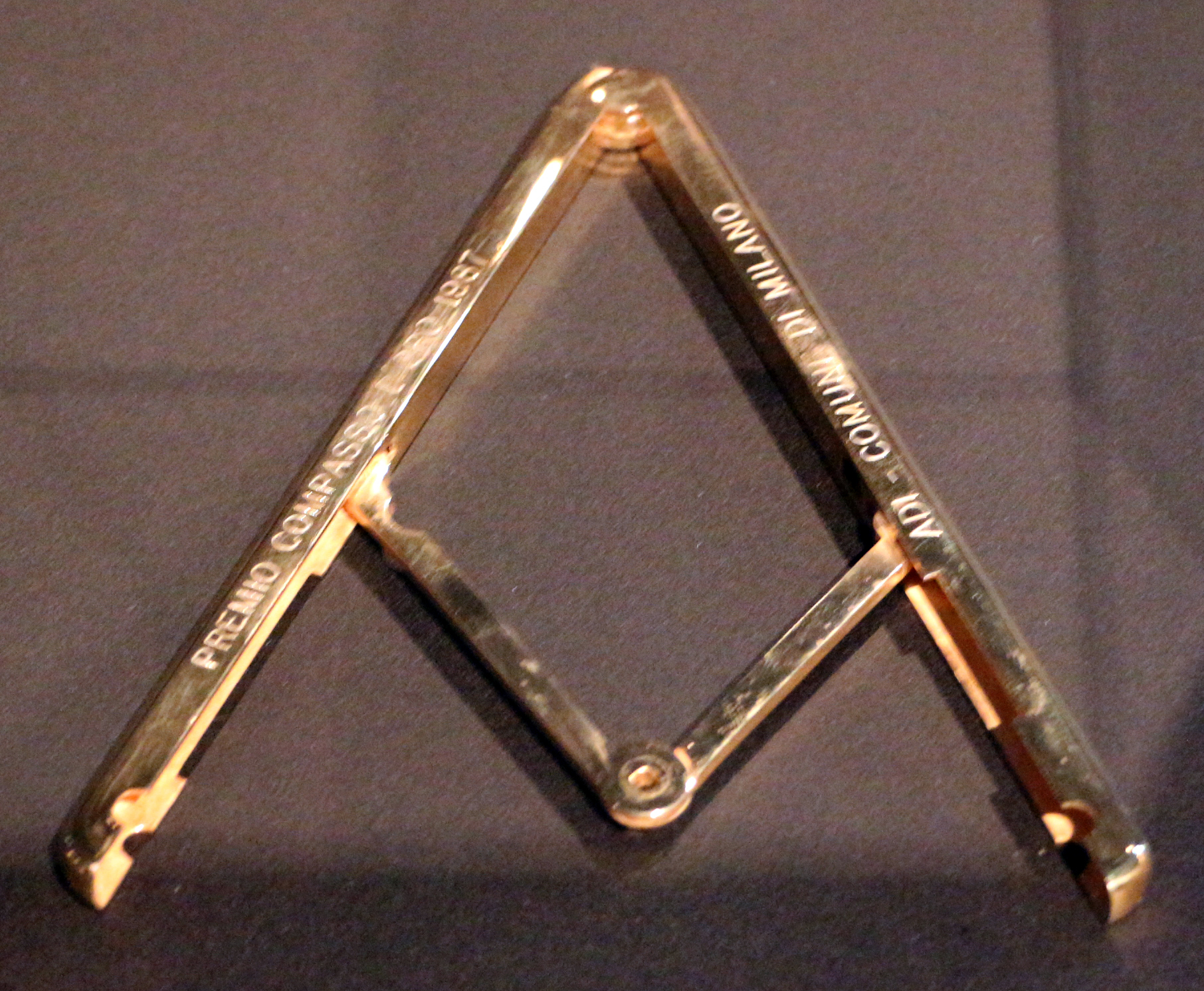
نشان اهدایی پرگار طلا

کومپاسو د'اُرو (به ایتالیایی: Compasso d'Oro)، (تلفظ ایتالیایی: [komˈpasso ˈdɔːro])؛ به معنی: پرگار طلا) نام یک جایزۀ طراحی صنعتی است که در ایتالیا در سال ۱۹۵۴ میلادی توسط شرکت لا ریناشنته از ایدۀ اصیلی از جو پونتی و آلبرتو روسلی نشأت گرفته‌ است. از سال ۱۹۶۴ میلادی به‌ طور انحصاری توسط انجمن طراحی صنعتی (آ‌دی‌ای) میزبانی می‌شود. این اولین و شناخته شده‌ترین جوایز در زمینۀ خود است. این جایزه با هدف قدردانی و ارتقای کیفیت در زمینۀ طرح‌های صنعتی ساخته شده در ایتالیا است و توسط آ‌دی‌ای اهدا می‌شود.

## تاریخچه

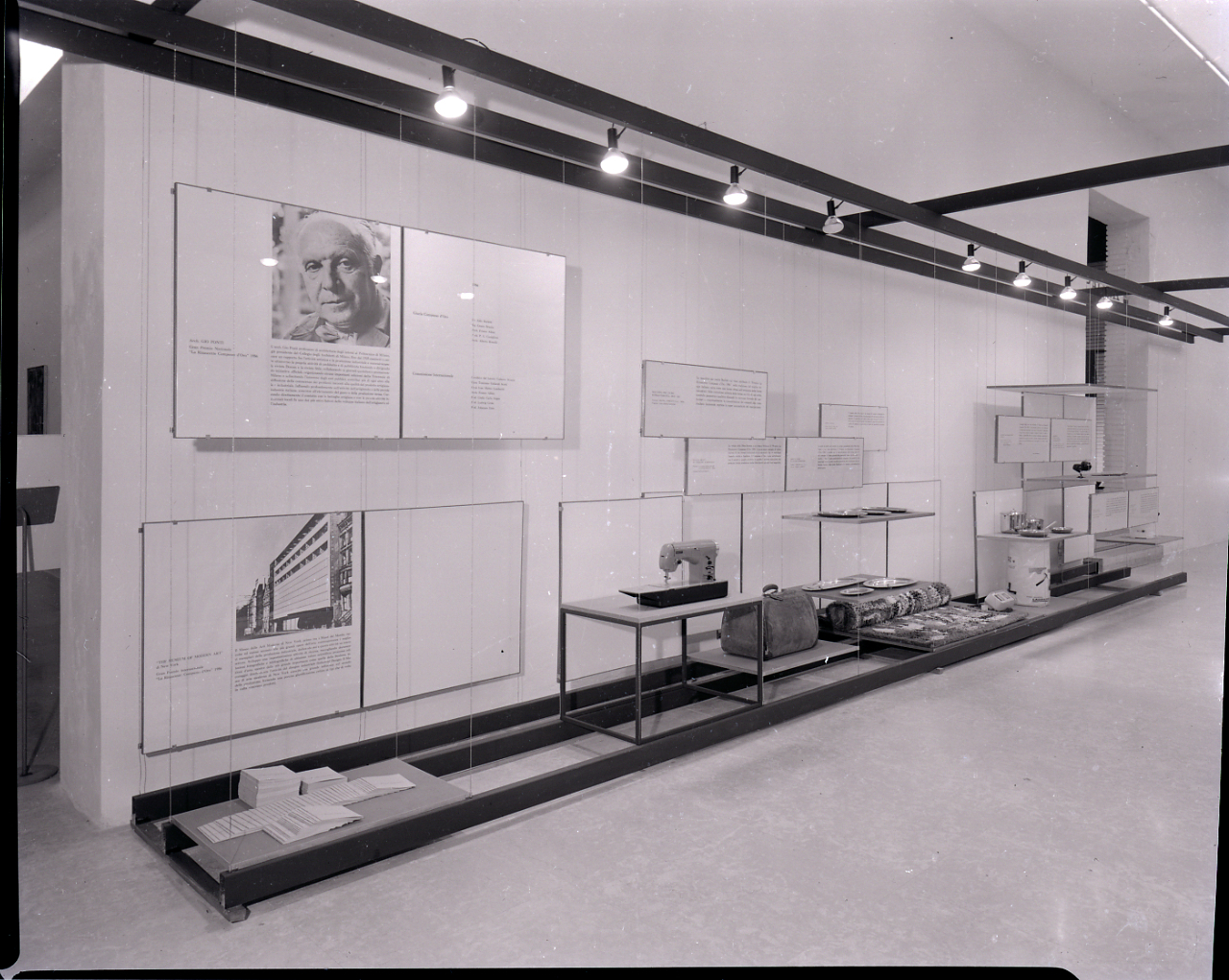
جایزهٔ لا ریناشنته کومپاسو د'اُرو برای زیبایی‌شناسی محصول، ویرایش سوم، میلان ۱۹۵۶ میلادی. نمایشگاه شیء در مسابقه. عکس پائولو مونتی (بنیاد پائولو مونتی، کتابخانۀ اطلاعات و فرهنگ اروپا).

پرگار طلا در سال ۱۹۵۴ میلادی راه‌اندازی شد و اکنون بالاترین افتخار در حلقۀ طراحی صنعتی در ایتالیا است و به اندازۀ جوایز بین‌المللی درجۀ یک، مانند جایزۀ رد دات مشهور است. این اولین جایزه در نوع خود در اروپا بود و به زودی ابعاد و اهمیت بین‌المللی پیدا کرد و مناسبت‌هایی را که در آن نمایشگاه‌های اشیاء برندۀ جایزه در اروپا، ایالات متحدۀ آمریکا، کانادا و ژاپن برگزار می‌شد، چند برابر کرد. برادران کاستیلیونی در ایجاد جوایز آ‌دی‌ای و پرگار طلا مشارکت داشتند. انزو ماری از سال ۱۹۷۶ تا ۱۹۷۹ میلادی رئیس آ‌دی‌ای بود. در حال حاضر بخش مدیریت پرگار طلا با انجمن طراحی صنعتی ایتالیا است و همچنین عضو کمیتۀ بین‌المللی طراحی صنعتی و دفتر طراحی اروپا است.
این جایزه یک پرگار با الهام از پرگار آدالبرت گورینگر برای اندازه‌گیری نسبت طلایی در سال ۱۸۹۳ میلادی است که توسط طراح گرافیک آلبه استاینر و توسط معماران مارکو زانوسو و آلبرتو روسلی طراحی شده است.
از زمان آغاز به کار، تقریباً ۳۰۰ طرح برنده این جایزه شده‌اند که طیف وسیعی از محصولات مانند دوچرخه‌های مسابقه، چرخ خیاطی قابل حمل، میز، مبل، گلدان، رخت آویز، کشو، ساعت، چراغ رومیزی، تلفن، پنکۀ برقی و دستگاه قهوه‌ساز را پوشش می‌دهند. ماشین آلات برخی از طرح‌های دریافت‌شده در میلان، در مجموعۀ جایزۀ پرگار طلا آ‌دی‌ای به نمایش گذاشته شده‌اند. در ۲۲ آوریل ۲۰۰۴ میلادی، وزارت میراث فرهنگی و فعالیت‌ها و گردشگری – از طریق سرپرستی خود در لمباردی – این مجموعه را «منافع هنری و تاریخی استثنایی» اعلام کرد، بنابراین آن را به بخشی از میراث فرهنگی ملی تبدیل کرد.
از ژوئن ۲۰۲۰ میلادی، طرح‌های برنده در موزۀ طراحی آ‌دی‌ای به نمایش گذاشته شدند.

برخی از محصولات برندۀ ۱۹۶۰–۱۹۵۶ میلادی. عکس‌ها از: پائولو مونتی
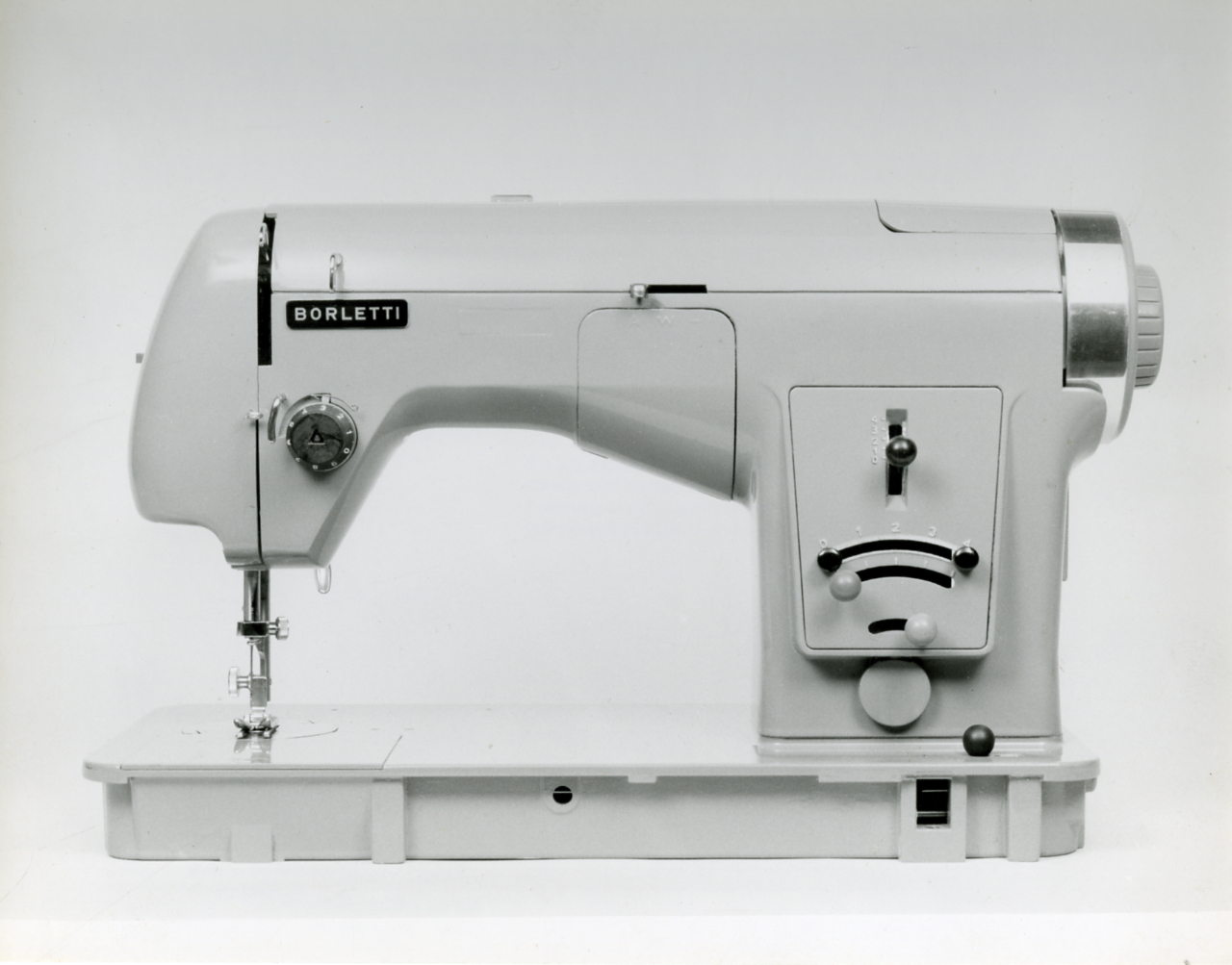
چرخ خیاطی فوق-اتوماتیک مدل ۱۱۰۲ طراحی شده توسط: مارکو زانوسو (برادران بورلتی)
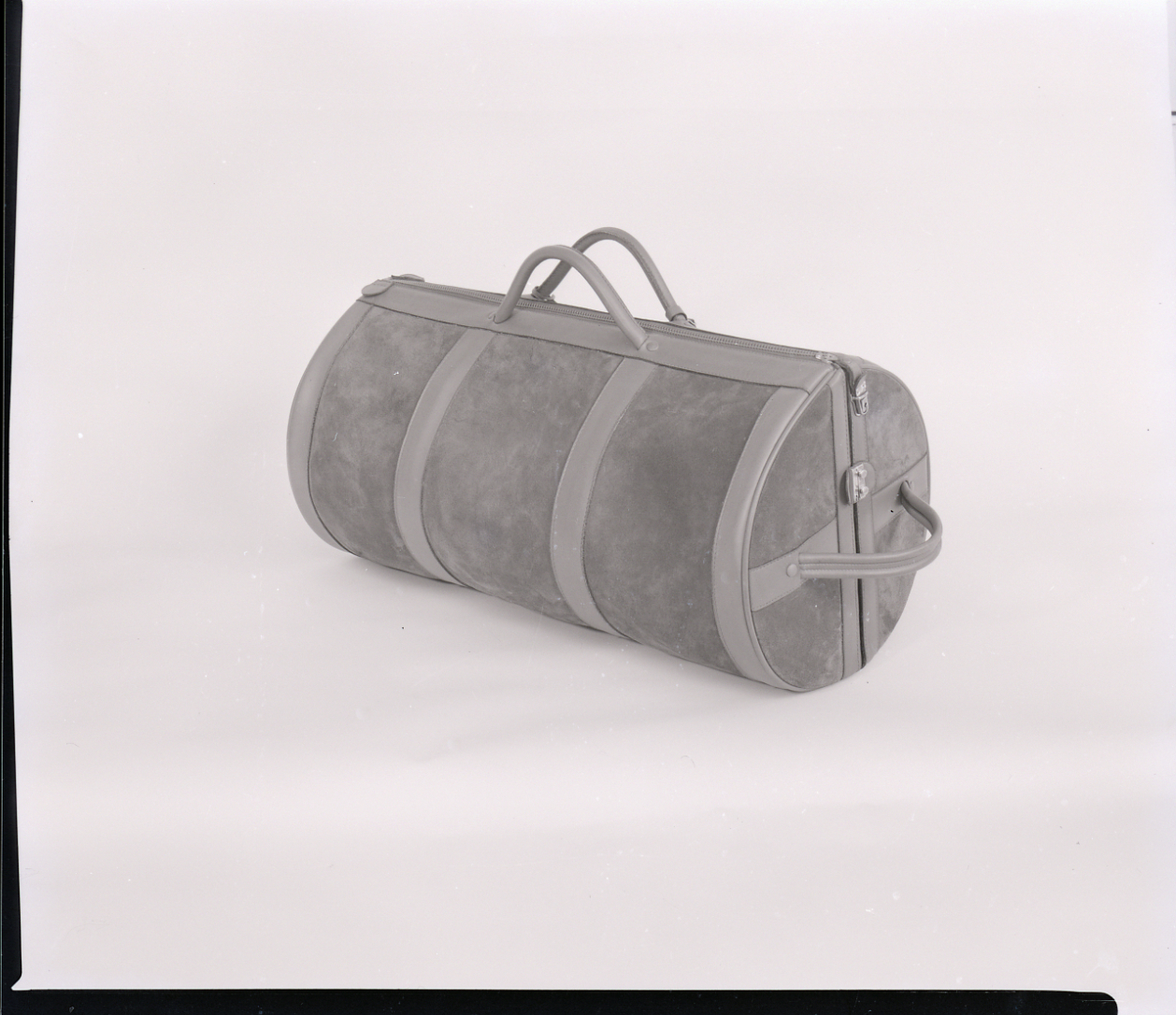
چمدان قوسی با چرم جیر از شرکت برتا
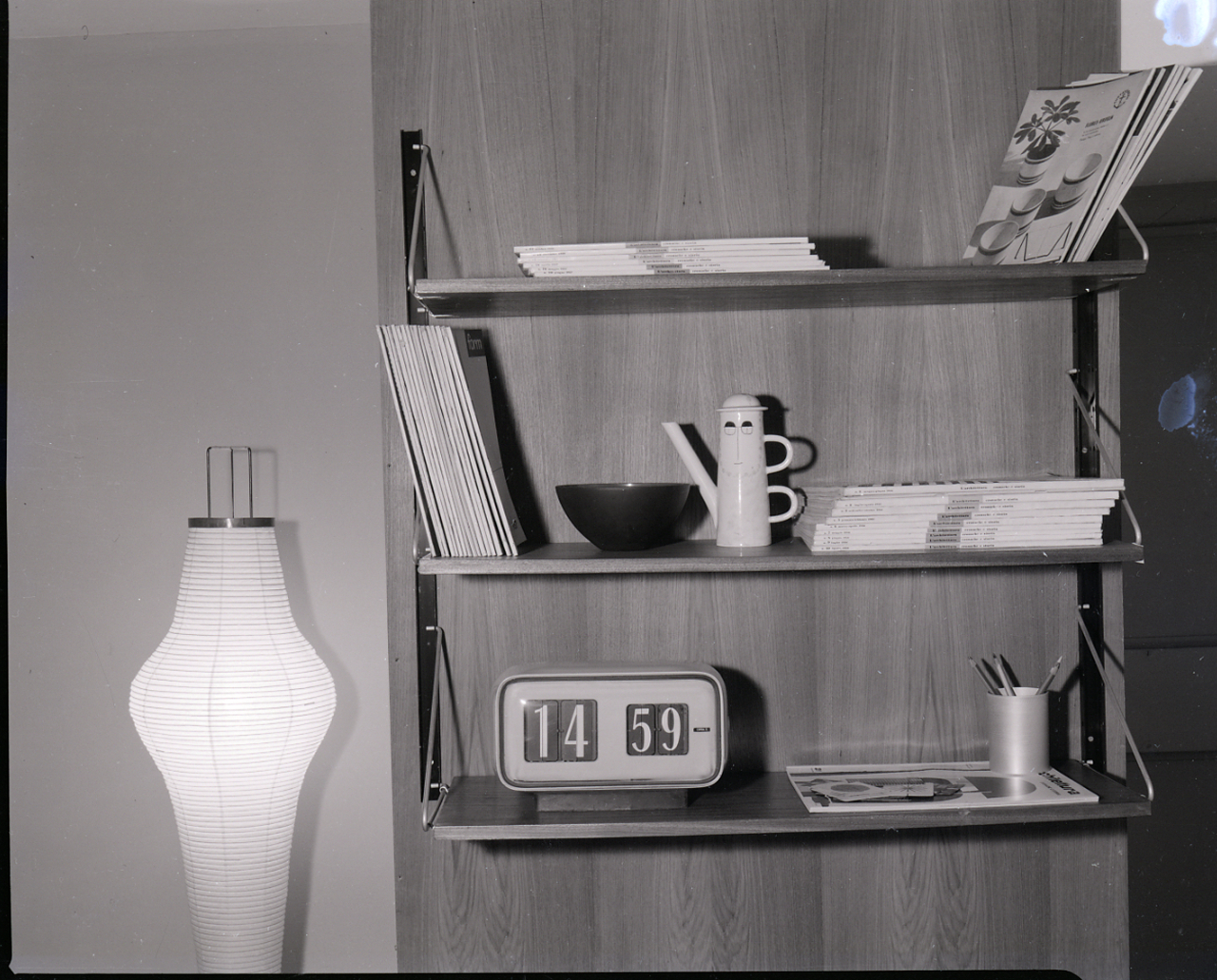
در قفسه: ساعت الکترومکانیکی "رقم ۵" (ار.ای.چی. سولاری، اودینه)
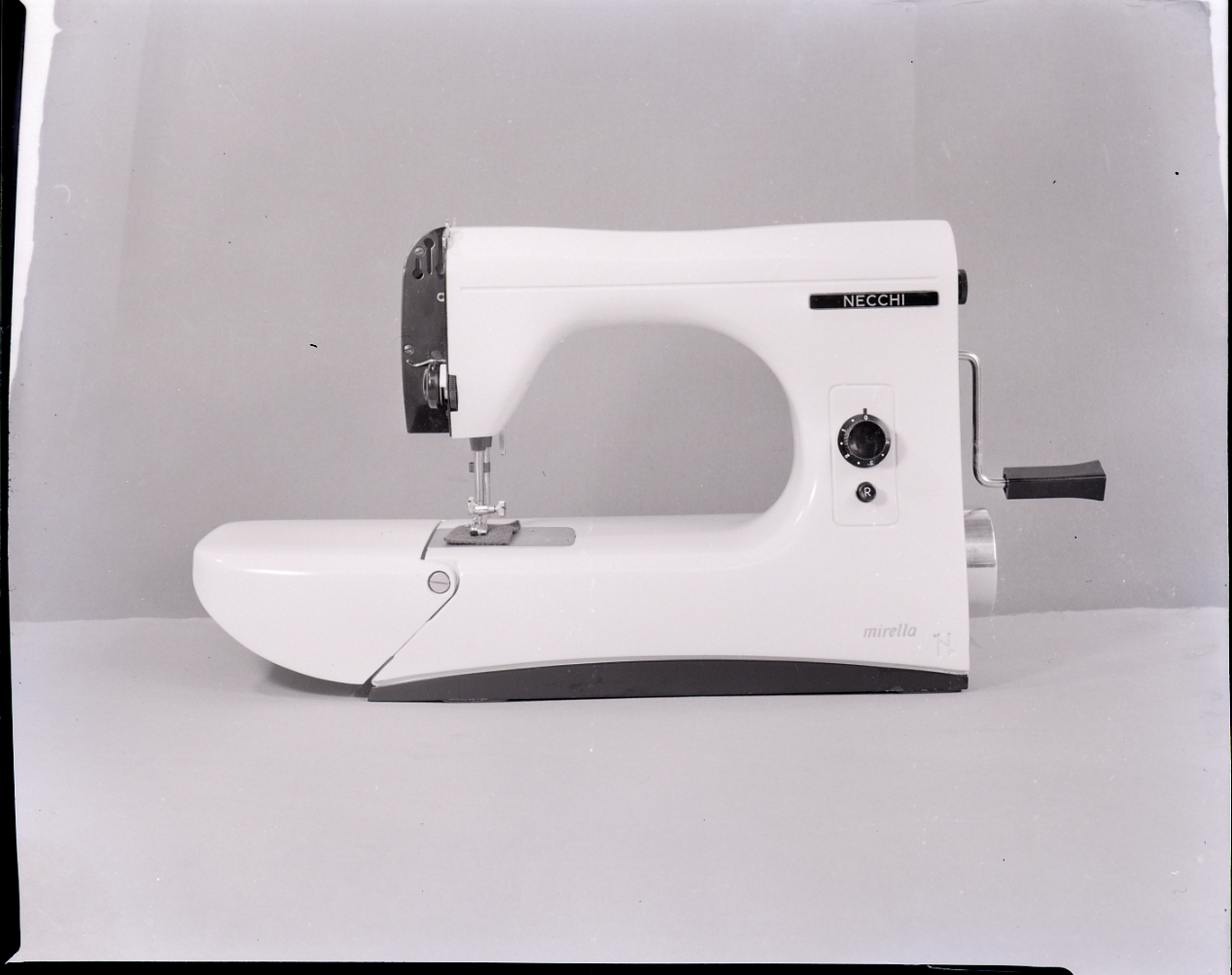
چرخ خیاطی میرلا توسط مارچلو نیتزولی طراحی شده برای وی. نکی اسپا
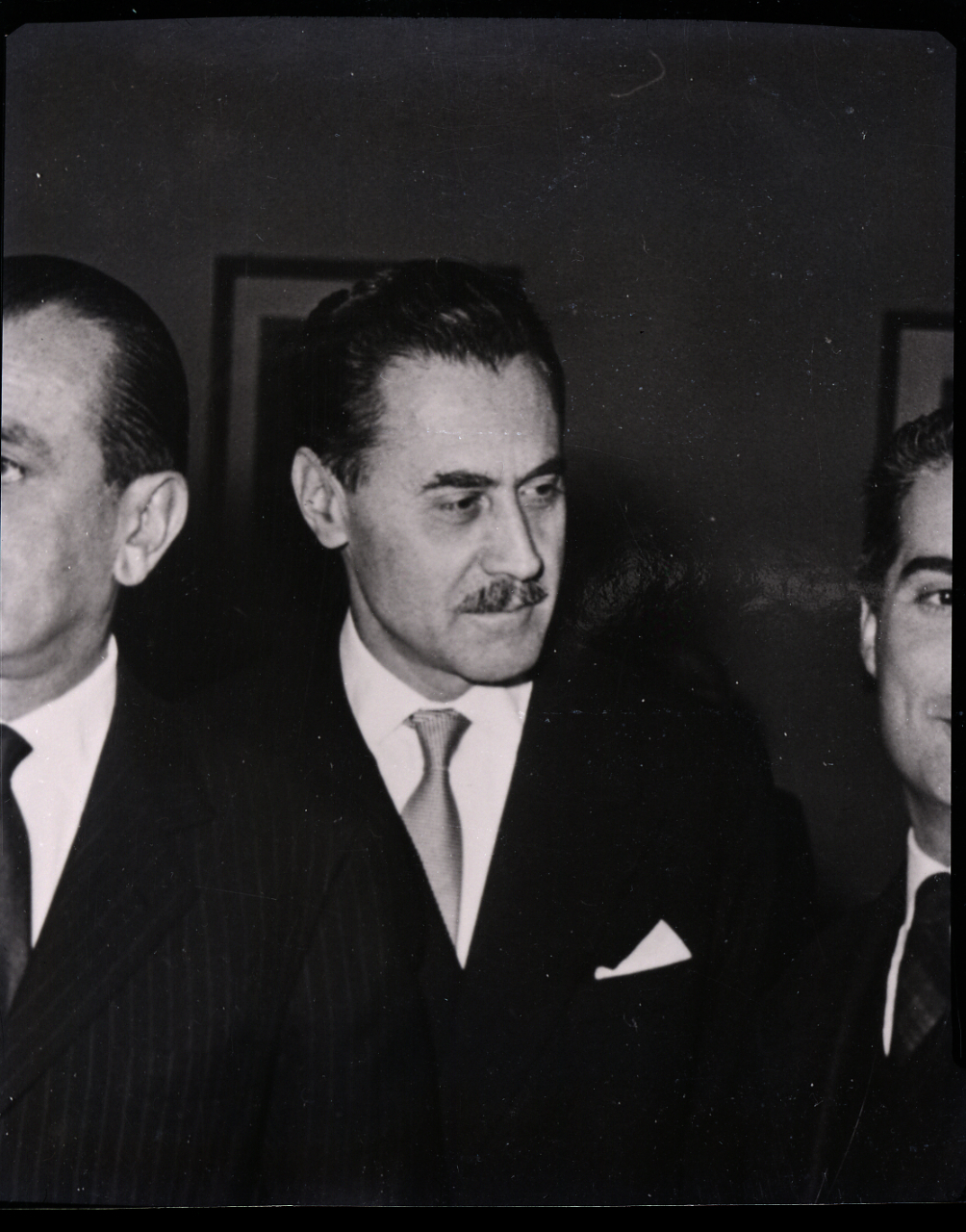
عکس فرانکو آلبینی توسط پائولو مونتی در جایزۀ پرگار طلا، میلان، در حدود ۱۹۶۰ میلادی

سایر محصولات برنده
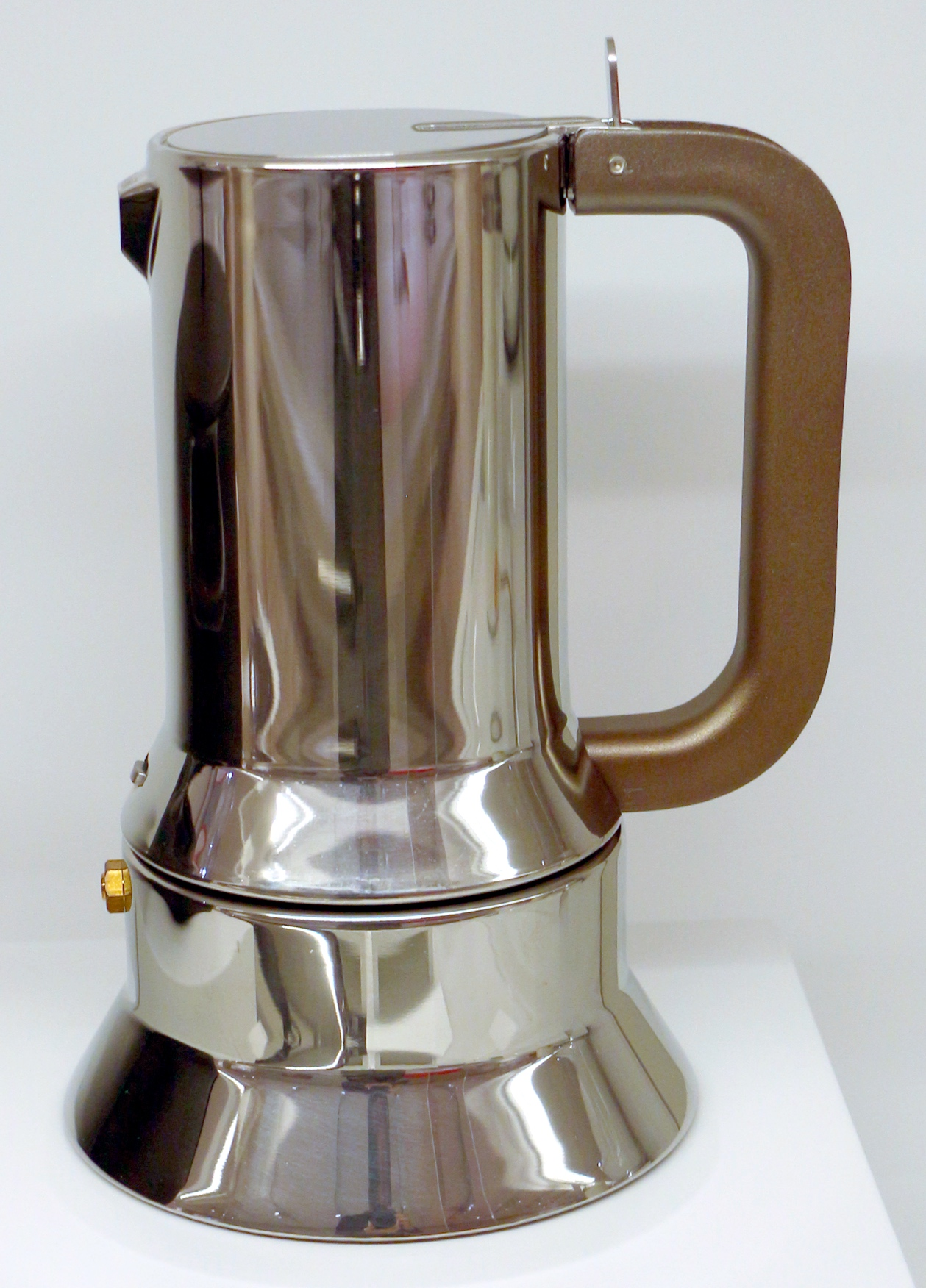
اسپرسوساز ۹۰۹۰ طرح: ریچارد ساپر، ۱۹۷۹ میلادی برای آلسی
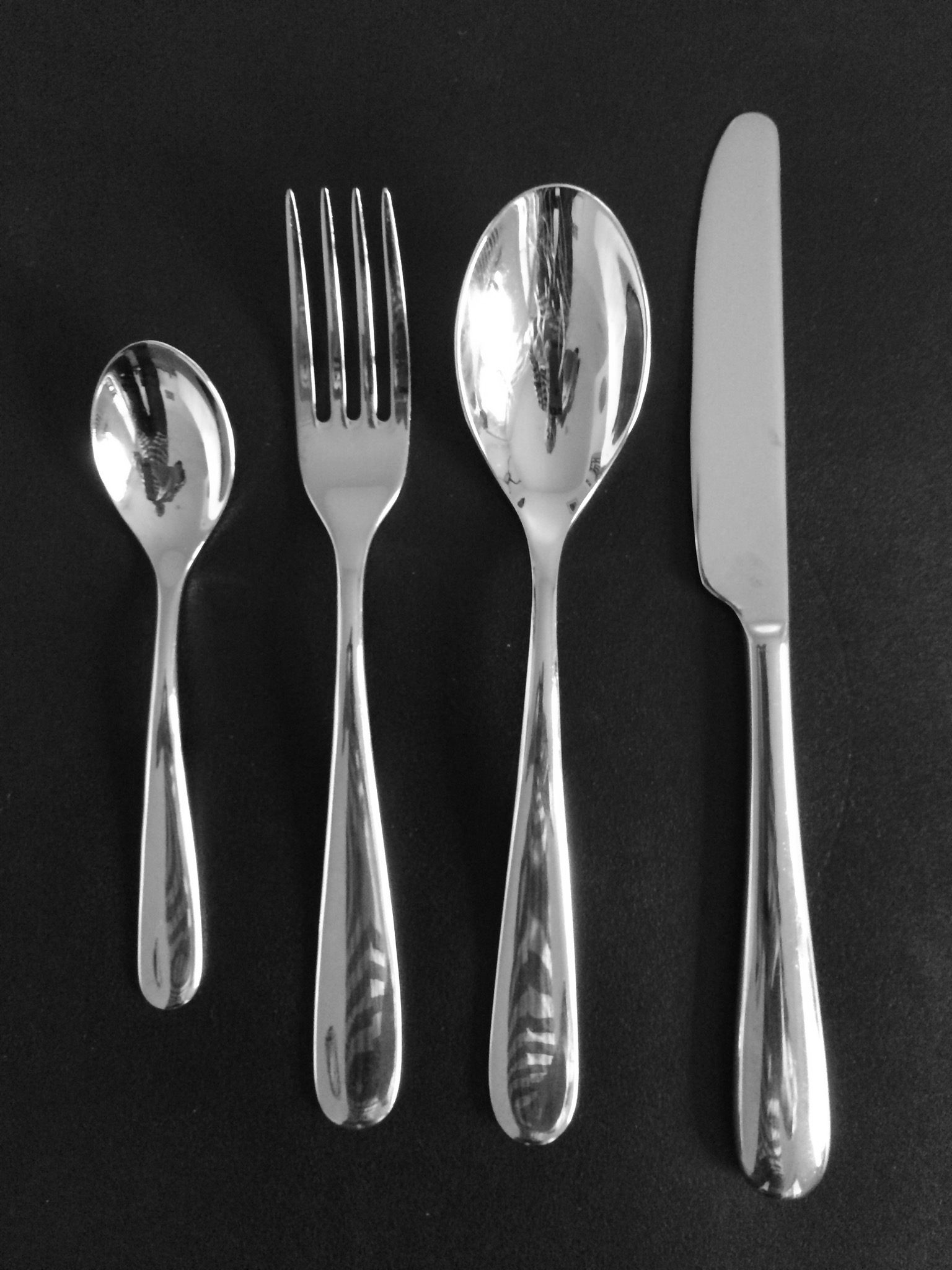
نوو میلانو، یک ست قاشق و چنگال در سال ۱۹۸۷ میلادی که توسط اتوره سوتساس با کمک آلبرتو گوتسی طراحی شد
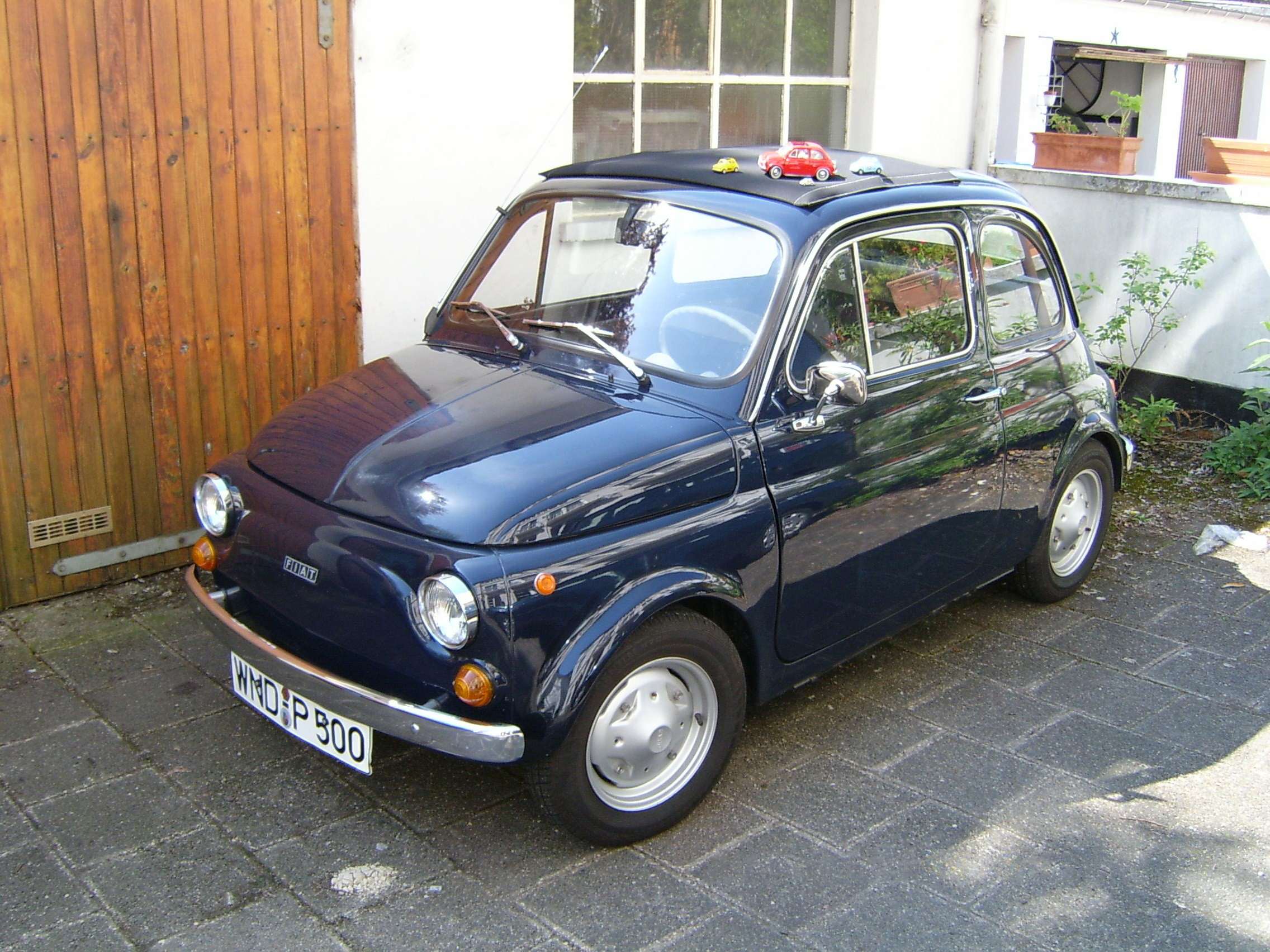
فیات ۵۰۰
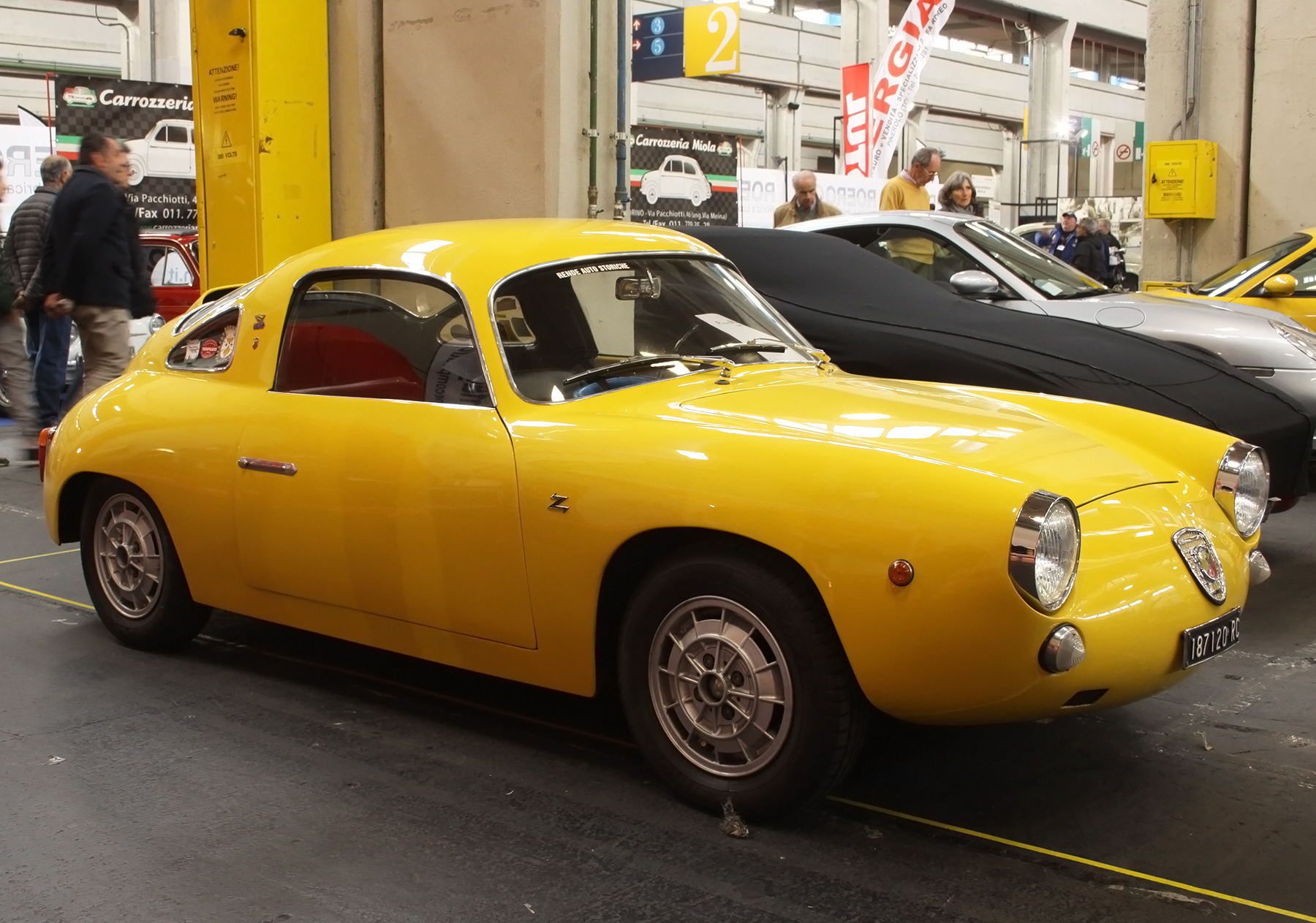
آبارت-فیات مونزا زاگاتو توسط: اوگو زاگاتو
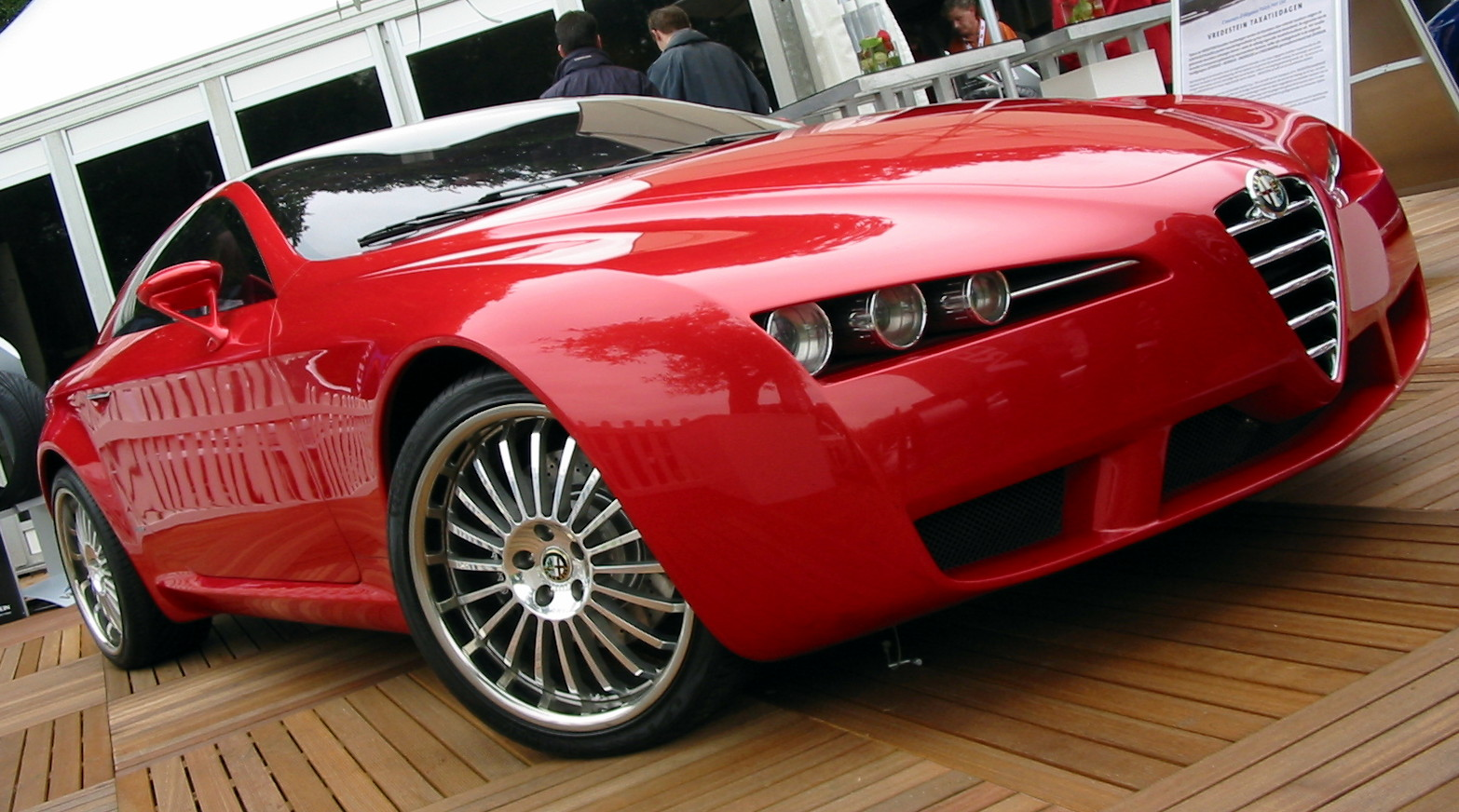
کانسپت آلفا رومئو بررا توسط جورجتو جوجارو
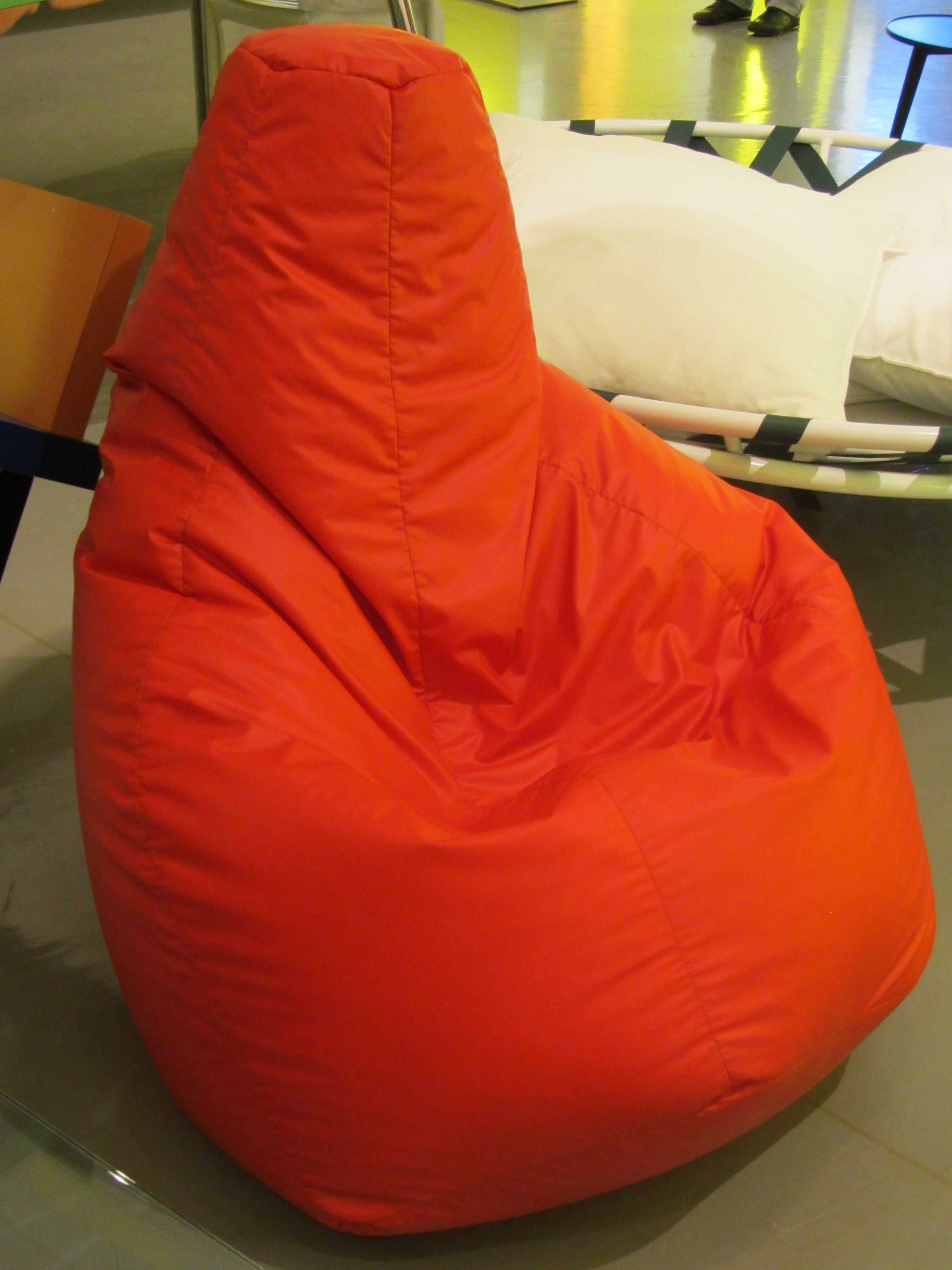
صندلی ساکو توسط پیرو گاتی، چزاره پائولینی، فرانکو تئودورو

## موارد دیگر
این جایزه به‌ عنوان پرگار در سال ۱۸۹۳ میلادی برای اندازه‌گیری نسبت طلایی که توسط آدالبرت گورینگر  ابداع شد، اهداء گردید.